# Едгарс Лусіньш
Едгарс Лусіньш (латис. Edgars Lūsiņš; народився 25 грудня 1984 у м. Рига, Латвія) — латвійський хокеїст, воротар. Виступає за «Динамо» (Рига) у Континентальній хокейній лізі.
Виступав за ХК «Замгале», ХК «Огре», ХК «Рига 2000», ХК «Озолнієкі», «Фіштаун Пінгвінс», «Динамо» (Рига).
У складі молодіжної збірної Латвії учасник чемпіонату світу 2004 (дивізіон I).